# Ульрика Элеонора
У́льрика Элеоно́ра (швед. Ulrika Eleonora; 23 января 1688 — 24 ноября 1741) — королева Швеции, правившая в 1718—1720 годах. Дочь Карла XI и Ульрики Элеоноры Датской, младшая сестра Карла XII.

## Биография
Ульрика Элеонора родилась 23 января 1688 года в Стокгольмском замке. В детстве Ульрике Элеоноре уделялось гораздо меньше внимания, нежели её старшей сестре Гедвиге Софии.
В 1714 году состоялась помолвка Ульрики Элеоноры с Фридрихом Гессен-Кассельским, а годом позже, 24 марта 1715 года, их свадьба. К этому времени принцесса в силу обстоятельств стала лицом, со мнением которого приходилось считаться. Карл XII находился тогда в Турции, и после смерти в 1708 году Гедвиги Софии Ульрика Элеонора осталась единственным представителем шведской королевской семьи, если не считать мать её отца Гедвигу Элеонору Гольштейн-Готторпскую.

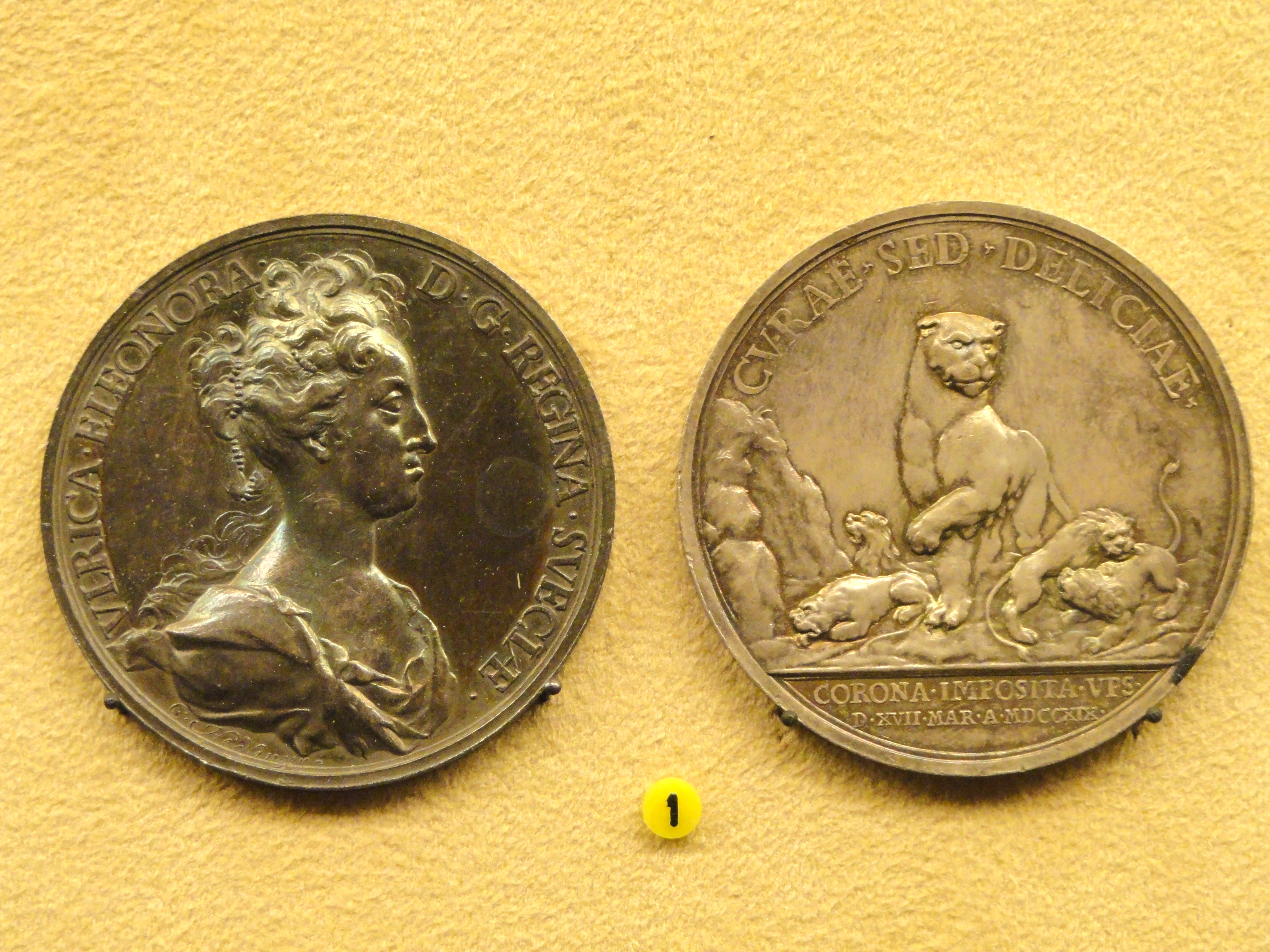
Медаль по случаю коронации Ульрики Элеоноры; работа Иоганна Гедлингера (1719)

В конце 1712 — начале 1713 года король намеревался сделать Ульрику Элеонору временным регентом государства, однако этот план не был приведён в исполнение. Тем не менее, королевский совет, стараясь заполучить её поддержку, убедил принцессу присутствовать на своих заседаниях. На первом же заседании с её присутствием, состоявшемся 2 ноября 1713 года, было принято решение о созыве риксдага.
Некоторые участники риксдага высказывались за назначение принцессы регентом государства, но против этого выступили Арвид Горн и королевский совет, опасавшиеся, что смена образа правления лишь увеличит количество трудностей. В дальнейшем принцесса с одобрения Карла XII подписывала все исходящие из совета документы, за исключением тех, которые были представлены лично королю.
Когда Ульрика Элеонора в декабре 1718 года узнала о гибели брата, она проявила полное хладнокровие и заставила обращаться к себе как королеве. Совет этому не противился. Вскоре она приказала арестовать сторонников Георга Генриха Гёрца и отменила вышедшие из-под его пера постановления. Во время созыва риксдага 15 декабря 1718 года она объявила о своём желании упразднить самодержавную власть и вернуть государство к старому образу правления.
Высшее военное руководство Швеции выступило за непризнание наследного права, отмену абсолютизма и избрание Ульрики Элеоноры королевой. Подобные же взгляды господствовали и среди членов риксдага. Ульрика Элеонора тщетно пыталась найти поддержку в королевском совете и была вынуждена объявить, что ни она, ни кто-либо иной (здесь подразумевался её племянник герцог Карл Фридрих Гольштейн-Готторпский, сын Гедвиги Софии) не имеет права на шведский трон.
После отказа принцессы от наследственных прав на престол она 23 января 1719 года была провозглашена королевой с той оговоркой, что впоследствии подпишет форму правления, которую намеревались составить сословия. 19 февраля она поставила свою подпись под формой правления, которая отдавала большую часть власти в руки риксдага. 17 марта 1719 года в Упсале состоялась коронация.
Новой королеве не удалось справиться со сложной ситуацией, в которой оказалось её королевство. Её влияние упало в связи с разногласиями, возникшими у неё с президентом Канцелярии А.Горном. Отношения у неё не сложились и с его преемниками Спарре и Крунъельмом.
Ульрика Элеонора при вступлении на трон желала разделить его со своим супругом, однако из-за упорного сопротивления дворянства была вынуждена отказаться от своего намерения. Самовластие королевы, неумение приспособиться к новой конституции, а также сильное влияние, оказываемое на неё супругом, постепенно привели государственных чинов к мысли о смене монарха.
Фридрих Гессенский, муж королевы, также активно работал в этом направлении, сблизившись с А.Горном, который на риксдаге 1720 года был избран лантмаршалом. Когда Ульрика Элеонора, всё ещё питая надежду на совместное правление, подала сословиям ходатайство об этом, её предложение и в этот раз было встречено неодобрением. В новом послании от 29 февраля 1720 года она отреклась от престола в пользу своего супруга с той оговоркой, что в случае его смерти она вновь примет корону. 24 марта 1720 года Фридрих Гессен-Кассельский был провозглашён королём Швеции под именем Фредрика I.
Хотя Ульрика Элеонора до последнего момента интересовалась общественными делами, после 1720 года она отстранилась от участия в них, предавшись чтению и благотворительности. Однако во время заграничной поездки Фредрика I в 1731 и его болезни в 1738 году она принимала правление на себя и проявила при этом все лучшие свои качества.
У королевы было несколько выкидышей в 1715, 1718 и по крайней мере один в 1724 году. Она выражала надежду родить наследника, но в итоге её брак так и остался бездетным. Король планировал назначить наследником шведского трона своего брата, Ульрика-Элеонора поддержала план короля (хотя он и не привёл к успеху) вместо того чтобы назначить наследником своего племянника Адольфа-Фредрика, герцога Гольштейн-Готторпского (ставшего в итоге королём Швеции). 
Ульрика Элеонора скончалась от оспы 24 ноября 1741 года в Стокгольме. Ходили слухи что она была отравлена, но после того как её тело с заметными следами болезни было выставлено в соборе слухи угасли. Королева не оставили после себя потомков, что вызвало династический кризис